# فيثينتي بلاسكو إيبانييث
فيثينتي بلاسكو إيبانييث (بالإسبانية: Vicente Blasco Ibáñez، ولد في 29 يناير 1867، في بلنسية، إسبانيا - توفي 28 يناير 1928، في منتون، فرنسا)، هو روائي أدب واقعي، كاتب سيناريو ومخرج أفلام إسباني.
يشتهر اليوم في العالم الناطق باللغة الإنجليزية بروايته فرسان القيامة الأربع التي تدور أحداثها في الحرب العالمية الأولى والتي تم تحويلها إلى فيلم سينمائي صامت في عام 1921 بعنوان The Four Horsemen of the Apocalypse كما تم إعادة إنتاج الفيلم في عام 1962 ليدور حول الحرب العالمية الثانية هذه المرة. اعتبر المؤلف الذي حققت كتابته الأكثر مبيعاً سواء داخل أو خارج إسبانيا، كما اشتهر بنشاطاته السياسية المثيرة للجدل.
فيما اعتبرت رواية دم ورمال (بالإسبانية: Sangre y arena) ورواية فرسان القيامة الأربع (بالإسبانية: Los cuatro jinetes del apocalipsis) أفضل رواياته مبيعاً بالأخص خارج إسبانيا، فان رواياتيه الفالنسيتين (نسبة إلى بلنسية) La barraca و Cañas y barro حازتا على الثناء الأكبر من المختصين.
أنهى دراسته للقانون لكنه لم يمارسه بشكل جلي، وقد قسم وقته بين السياسة الأدب وملاحقة النساء اللائي كان يكن لهن إعجاباً شديداً. وعرف عنه التأليف بحماس شديد، كما كان أحد معجبي ميغيل دي ثيرفانتس.
عرف عنه تأييده للحلفاء أثناء الحرب العالمية الأولى، كما غلب على مواضيع رواياته أصوله البلنسية. فارق الحياة في مدينة منتون المتوسطية في جنوب شرقي فرنسا عام 1928 عن عمر يناهز 61 عاماً، وذلك في مزرعة فاخرة أنشأها عرفت باسم فونتانا روسا Fontana Rosa والتي تم تسميتها كذلك بمنزل أو حديقة الرواة حيث تم إهدائها من قبل إيبانز إلى الرواة الذين يكن لهم اعجاباً شديداً وهم ميغيل دي ثيرفانتس، ويليام شكسبير وتشارلز ديكنز.

## من مؤلفاته المُترجمة للغة العربية
- رواية: «فرسان نهاية العالم الأربعة».
- رواية: «الموتى يحكمون».
- رواية: «الحشد».
- رواية: «قصب وطين».

## أعمال
- 1887 Noli Me Tangere
- Arroz y tartana, 1894
- Flor de Mayo, 1895
- La barraca, 1898
- Entre naranjos, 1900
- Cañas y Barro, 1902
- La catedral, 1903
- La bodega, 1904/05
- La horda, 1905
- Sangre y arena, 1908

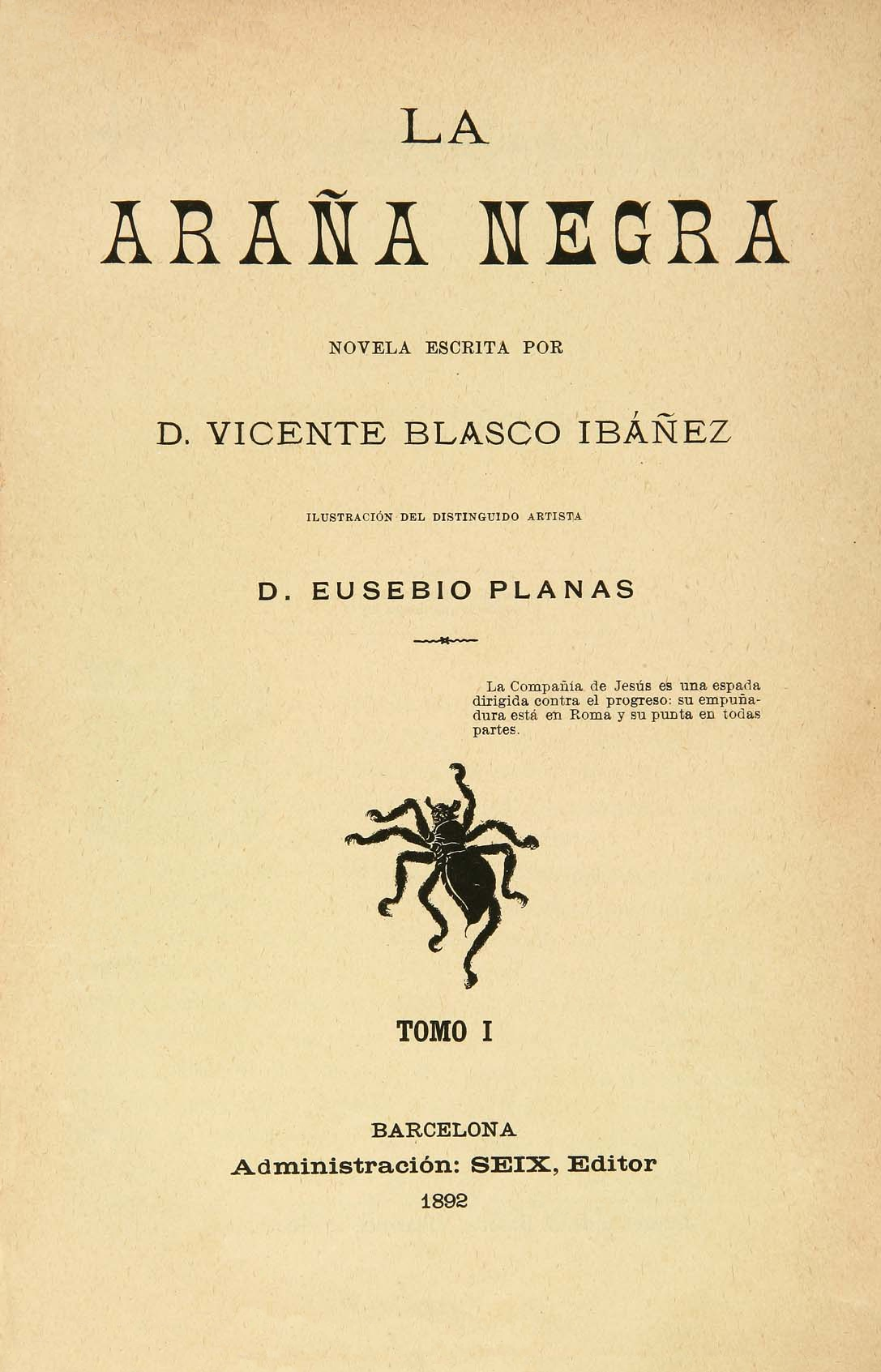
La araña negra

- Los cuatro jinetes del Apocalipsis, 1914

## وصلات خارجية
- فيثينتي بلاسكو إيبانييث على موقع IMDb (الإنجليزية)
- فيثينتي بلاسكو إيبانييث على موقع الموسوعة البريطانية (الإنجليزية)
- فيثينتي بلاسكو إيبانييث على موقع ألو سيني (الفرنسية)
- فيثينتي بلاسكو إيبانييث على موقع أول موفي (الإنجليزية)
- فيثينتي بلاسكو إيبانييث على موقع قاعدة بيانات برودواي على الإنترنت (الإنجليزية)
- فيثينتي بلاسكو إيبانييث على موقع قاعدة بيانات الأفلام السويدية (السويدية)
- فيثينتي بلاسكو إيبانييث على موقع قاعدة بيانات الفيلم (الإنجليزية)
- فيثينتي بلاسكو إيبانييث على موقع كينوبويسك (الروسية)

- (بالإسبانية) فيثينتي بلاسكو إيبانييث
- (بالإنجليزية) مؤلفات فيثينتي بلاسكو إيبانييث في مشروع غوتنبرغ